# د. في. غريفز
د. في. غريفز (بالإنجليزية: D. V. Graves)‏ هو لاعب كرة قاعدة أمريكي، ولد في 27 نوفمبر 1886 في مقاطعة لينكولن في الولايات المتحدة، وتوفي في 16 يناير 1960 في سياتل في الولايات المتحدة.